# La tía de Ambrosio
La tía de Ambrosio fue una serie española de televisión, emitida en 1971 por Televisión española, con guiones de José Miguel Hernán y realización de Luis Enciso.

## Argumento
Narra la no siempre sencilla convivencia entre Ambrosio, un solterón empedernido y su muy dominante y posesiva Tía Patro.

## Curiosidades
El papel protagonista, interpretado por el actor Luis Morris, iba a ser adjudicado a Juanjo Menéndez, que finalmente declinó la oferta.

## Artistas invitados
Entre otros, pasaron por la serie:
- Josele Román
- Lola Cardona
- Nuria Carresi
- Fiorella Faltoyano
- Alicia Hermida
- Mary González